# セントキャサリンズ
セントキャサリンズ（英: City of St. Catharines）は、カナダのオンタリオ州南西部の都市。人口は14万4829人（2022年）。都市圏人口は約43万人でナイアガラ地域では最大である。
細かく手入れされた公園やガーデン、トレイルなどがあることから「ガーデン・シティ」と呼ばれ、時に略して「セントキッツ」または、セントキャッツ」とも呼ばれる。

## 歴史
1780年代にロイヤリスト（王党派）がこのエリアに住み着いたことが街のおこり。セントキャサリンの名は、街の発展にもかかわったロバート・ハミルトン（Robert Hamilton）の妻の名キャサリン・ハミルトン（Catharine Hamilton）に由来する。

## 経済
米大手自動車メーカーGMの工場が2つあり、街の大きな雇用主として存在する。カナダとアメリカを結ぶテレコミュニケーション基幹も発達しており、それに伴い数多くのコールセンターがある。
ナイアガラ・オン・ザ・レイクと並んでワイナリーが数多くあり、カナダ最大のワイン生産地を形成している。果樹園などの農作物も豊富にとれ、大都市への輸出も盛ん。

## 交通
街の重要な輸送機関はエリー湖とオンタリオ湖を結ぶウェランド運河。また、2本の大きな高速道路が走っており、QEWとHWY406号がそれである。

### 鉄道
VIA鉄道およびGOトランジット（GO Transit）レイクショア・ウェスト線のセントキャサリンズ駅はグレート・ウェスタン・ストリート5にある。
アムトラックのトロントとニューヨーク間の昼行国際列車メープルリーフ号…1日1往復停車。
季節運行のGOトランジット（GO Transit）のレイクショア・ウェスト線はトロントやハミルトンと結んでいる。

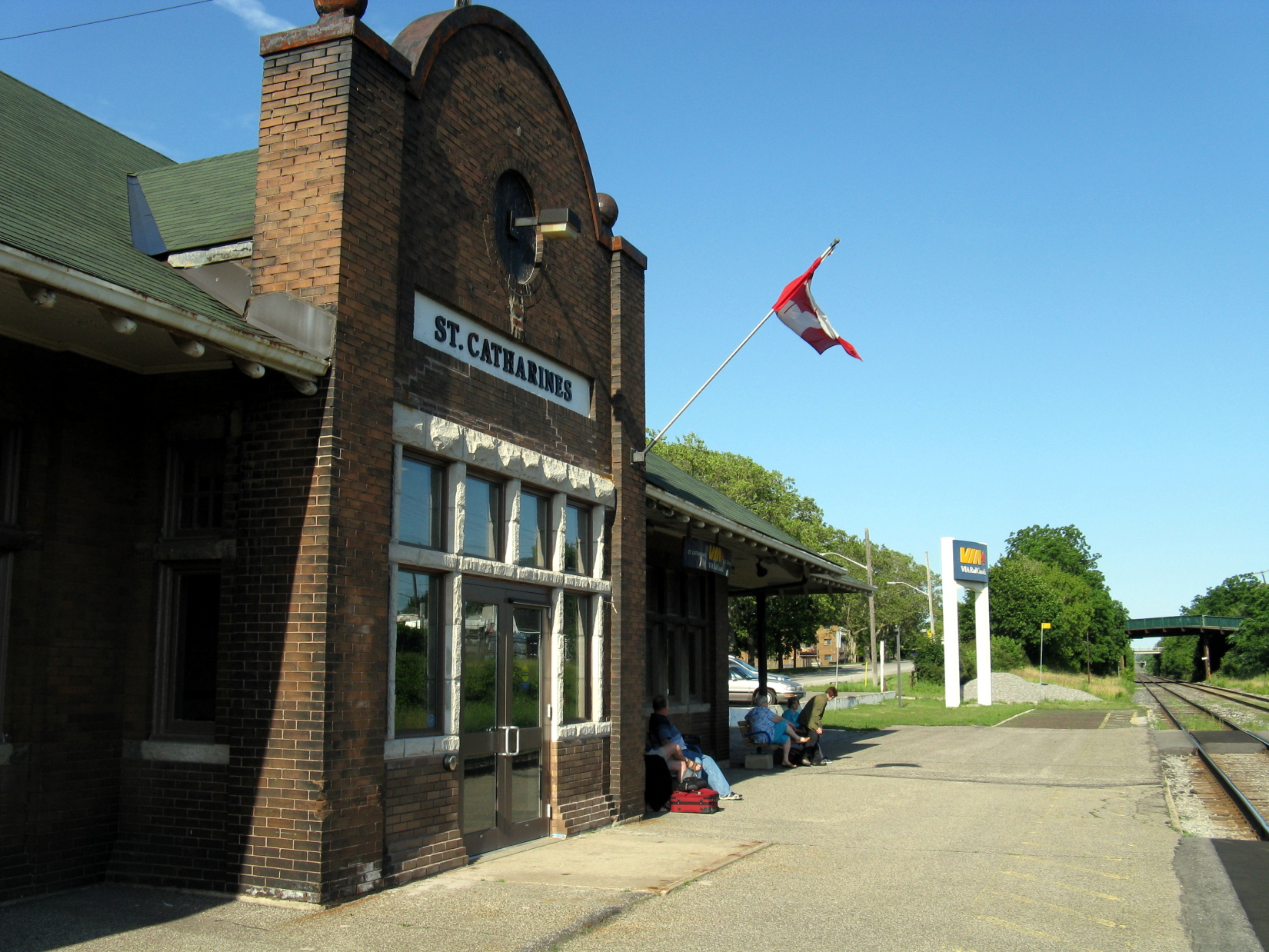
セントキャサリンズ駅

### バス
路線バスはセントキャサリン交通局が運行している。

## 教育
- ブロック大学（Brock University）

## 著名な出身者
- リンダ・エヴァンジェリスタ：スーパーモデル